# ステファニー・ダブス
ステファニー・ダブス（Stephanie Dobbs、1980年12月20日 - ）は、アメリカ合衆国の女子プロボクサーである。オクラホマ州ムーア出身。

## 来歴
2002年3月2日、アーカンソー州フォートスミスでサラ・グッドソンと対戦し、0-3の判定負けを喫しデビュー戦を白星で飾れなかった。
2002年5月25日、ラスベガスのラスベガス・ヒルトンでマンディ・ラポイントと対戦し、プロ初のKO負けとなる初回25秒TKO負けを喫した。
2002年6月22日、アーカンソー州フォートスミスでノート・ブラッドショーと対戦し、プロ初の引分となった。
2002年7月27日、オクラホマ州オクラホマシティでノート・ブラッドショーと対戦し、プロ初勝利となる3-0（39-35、39-35、39-35）の判定勝ちを収めた。
2002年8月23日、ラスベガスのオーリンズ・ホテル・アンド・カジノでメリンダ・クーパーと対戦し、初回1分13秒TKO負けを喫した。
2002年11月2日、ルイジアナ州シュリーブポートでアンジェラ・カークスと対戦し、プロ初のKO勝ちとなる初回KO勝ちを収めた。
2002年11月15日、オクラホマ州タルサで柴田早千予とノンタイトル5回戦をむ判定試合で行い、ノンタイトル5回戦を無判定試合で行い、勝敗が判定に委ねられた為、無効試合となった。
2003年4月12日、ネバダ州ステートラインでディー・ハマグチと対戦し、0-1（37-39、38-38、38-38）の判定で引き分けた。
2003年6月7日、ネバダ州ラフリンでディー・ハマグチと対戦し、0-3（35-40、36-39、36-39）の判定負けを喫した。 
2003年7月12日、ネバダ州ラフリンでホリー・ダナウェイと対戦し、2-0（38-38、39-38、39-37）の判定勝ちを収めた。
2003年11月15日、オクラホマ州タルサで柴田早千予とノンタイトル5回戦をむ判定試合で行い、ノンタイトル5回戦を無判定試合で行い、勝敗が判定に委ねられた為、またも無効試合となった。
2004年1月4日、オクラホマ州ショーニーでホリー・ダナウェイと対戦し、0-2（57-57、55-59、55-59）の判定負けを喫した。
2004年4月8日、メリーランド州アナランデル郡グレンバーニーでヴァイア・ザガナスとWBA女子世界ミニマム級初代王座決定戦を行い、0-3（91-99、90-100、92-98）の判定負けを喫し王座獲得に失敗した。 
2004年6月5日、ミズーリ州ジョプリンでサラ・グッドソンと対戦し、0-1（38-38、38-38、37-39）の判定で引き分けた。
2004年6月12日、カリフォルニア州サンノゼのサンノゼ州立大学構内にあるイベント・センター・アリーナでカリーナ・モレノと対戦し、0-3（53-60、53-60、53-60）の判定負けを喫した。
2004年8月8日、アリゾナ州ツーソンでサラ・グッドソンとWEBA世界ストロー級王座決定戦を行い、1-2の判定負けを喫し王座獲得に失敗した。  
2005年2月24日、ウクライナキエフでアリーナ・シャテーニコバとGBU女子世界スーパーフライ級王座決定戦を行い、0-3（90-100、90-100、90-100）の判定負けを喫し王座獲得に失敗した。
2005年7月2日、ネバダ州リノのリノ・イベンツ・センターでエレナ・リードと対戦し、0-3（51-60、51-60、53-60）の判定負けを喫した。
2005年8月16日、オクラホマ州ノーマンでイヴォンヌ・カプルスとノンタイトル4回戦を吹判定試合で行い、勝敗が判定に委ねられた為、無効試合となった。 
2005年9月3日、ハンガリーブダペストでクリスティーナ・ベリンスキーが持つWIBF世界ミニマム級王座並びにGBU女子世界ミニマム級王座に挑戦し、0-3（94-97、93-97、92-100）の判定負けを喫しWIBF世界ミニマム級王座の獲得に失敗、GBU女子世界ミニマム級王座の獲得にも失敗した。
2005年12月3日、マクデブルクのビェルデランデハレでジュリア・サヒンとWIBFインターコンチネンタルフライ級王座決定戦を行い、0-3（91-100、90-100、91-100）の判定負けを喫し王座獲得に失敗した。
2006年6月18日、オクラホマ州オクラホマシティのレミントン・パークでディー・ハマグチとWIBAインターコンチネンタルライトフライ級王座決定戦並びにWIBAインターコンチネンタルミニフライ級王座決定戦を行い、1-0（78-74、76-76、76-76）の判定で引き分けた為、WIBAインターコンチネンタルライトフライ級王座の獲得に失敗、WIBAインターコンチネンタルミニフライ級王座の獲得にも失敗した。 
2006年7月20日、カリフォルニア州レモーのタチ・パレス・ホテル&カジノでカリーナ・モレノとNABF女子北米ライトフライ級王座決定戦を行い、0-3（72-80、72-80、72-80）の判定負けを喫し王座獲得に失敗した。
2007年2月16日、オクラホマ州マイアミのバッファロー・ラン・カジノでニッキ・ヴァーベックと対戦し、2回1分23秒無効試合となった。
2007年2月22日、カリフォルニア州レモーのタチ・パレス・ホテル&カジノでホリー・ダナウェイと対戦し、0-3（54-60、54-60、54-60）の判定負けを喫した。
2007年5月10日、オクラホマ州タルサでテリー・モスとWIBF世界ミニマム級王座決定戦並びにWIBAインターナショナルストロー級王座決定戦を行い、1-2（93-97、99-91、92-98）の判定負けを喫しWIBF世界ミニマム級王座の獲得に失敗、WIBAインターナショナルストロー級王座の獲得にも失敗した。
2010年4月29日、イスラエルテルアビブのノキア・アリーナでハガー・シュモールフェルド・ファイナーと対戦する予定だったが、ファイナーが自身の持つWIBF世界バンタム級王座を懸けアグネス・ボザと対戦することが決まった為、中止となった。
2010年7月8日、オクラホマ州チャンドラーのルート66・インタープレティブ・センターでエンジェル・ジェームスと対戦し、2回1分46秒TKO勝ちを収めた。

## 戦績
- 62戦27勝（15KO）26敗4分5無効試合

## エピソード
- デビューから8年で62試合を戦い、2008年には「女子最多プロボクシング試合記録」としてギネス・ワールド・レコーズに掲載され世界的に知られるようになった（ちなみにミア・セント・ジョンは13年で58試合）。特に2005年には年間11試合と言う驚異的なペースで戦った。
- 2010年に来日し、4月7日放送フジテレビ「はねるのトびら」にて虻川美穂子の相手役となる。